# Station Le Bosquet
Station Le Bosquet is een spoorwegstation in de Franse gemeente Cannes.